# ドゥシャン・サヴィッチ
ドゥシャン・サヴィッチ（セルビア語: Душан Савић, ラテン文字転写: Dušan Savić、1955年6月1日 - ）は、セルビア（旧ユーゴスラビア）の元サッカー選手。ポジションはフォワード。
息子のヴヤディン・サヴィッチも元サッカー選手である。

## 経歴
レッドスター・ベオグラードで公式戦258試合に出場し通算3位の149得点を決めた。その後スペインのスポルティング・デ・ヒホンを経て渡ったフランスのLOSCリールとASカンヌでも活躍した。
ユーゴスラビア代表では1975年から1982年までの12試合に出場している。